# Primula glaucescens
Espèce
Statut de conservation UICN

 LC  : Préoccupation mineure
Primula glaucescens est une espèce de plantes à fleurs de la famille des Primulacées.